# Designworks
Designworks, a BMW Group Company ist ein globales Design-Beratungsunternehmen mit Sitz in Newbury Park, sowie weiteren Standorten in Europa (München) und Asien (Shanghai). Das Unternehmen wurde 1972 unter dem Namen DesignworksUSA gegründet und im Jahre 1995 von BMW übernommen. Seit der Übernahme ist das Unternehmen eine selbstständige Tochter der BMW Group.

## Geschichte
Das Designstudio wurde 1972 von Charles Pelly in Malibu gegründet. Anfangs bestand das Studio aus nur drei Designern, vergrößerte sich jedoch bald aufgrund seiner Lage im Herzen des Automobildesigns in Südkalifornien. Erste Kunden des Designstudios waren Hyster und die Otis Elevator Company. Aufgrund seiner jahrelangen Erfahrungen im Industriedesign erhielt Designworks im Jahr 1986 den ersten Auftrag von der Marke BMW für das Sitzkonzept des BMW 8er (E31). Zwei Jahre später folgte der Umzug nach Newbury Park (Thousand Oaks), wo Designworks bis heute seinen Hauptsitz hat.
Kunden wie Nokia, Siemens oder Compaq kamen zu Beginn der 1990er Jahre zur Kundenliste des Studios hinzu. Die BMW AG war seit August 1991 an Designworks beteiligt, wobei der erste große Auftrag für BMW darin bestand, den BMW E1 auf amerikanische Verkehrsbedingungen abzustimmen und bei der „BMW E2“ genannten Designstudie im Rahmen der erforderlichen Karosserieveränderungen amerikanische Akzente anklingen zu lassen. 1993 hatte Designworks einen weiteren Auftrag für ein BMW Exterieur-Projekt für den BMW 3er (E46) erhalten. Im Frühjahr 1995 erwarb die BMW Group dann das Designstudio. In dieser Zeit entstand im Studio in Kalifornien auch David Hockneys BMW Art Car. Im Jahr 2000 eröffnete Designworks ein Studio in München. Seit 2006 ist Designworks außerdem in Asien vertreten. 2011 wurde ein Studio in Shanghai eröffnet, um der wachsenden Bedeutung der Region für globale Design-Entwicklungen Rechnung zu tragen.
Einer der früheren Präsidenten von Designworks (2001–2004) ist Adrian van Hooydonk, der heutige Leiter des BMW Group Designs. 2009 übernahm Laurenz Schaffer, ehemaliger Direktor des Designworks München Studios, die Position des Präsidenten.
Am 8. April 2015 änderte BMW Group DesignworksUSA seinen Namen zu „Designworks, a BMW Group Company“.

## Services
Designworks bietet Design- und Beratungsservice auf folgenden Gebieten:
- Design- und Nachhaltigkeitsberatung (Creative Consulting)

- Designstrategie und Research

- Product Design, Transportation Design, Automobil Design

- User Experience Design, Interaction Design und Interface Design

- Farb- und Materialdesign

- Nachhaltigkeitsberatung

- 3D-Visualisierung und Modellbau

Designworks agiert als kreativer Think-Tank der BMW Group und arbeitet an Konzepten für die Zukunft aller Marken unter dem Dach der BMW Group. Zusätzlich übernimmt Designworks Projekte für externe Kunden in einer Vielzahl von Industrien.

## Industrien
- Automobil, Motorrad, Yacht
- Luftfahrt
- Schienenverkehr und öffentliche Verkehrsmittel
- Verbraucherelektronik und Telekommunikation
- Landwirtschafts- und Baugeräte
- Textil, Lifestyle & Luxus
- Gastgewerbe, House and Home, Work and Office
- Gesundheitswesen

## Auszeichnungen
Designworks wird jedes Jahr mit einer großen Zahl an Branchenpreisen ausgezeichnet und wurde 2010 von Fast Company zu einer der 50 „most innovative Companies“ des Jahres gekürt.